# گرمز سفلی
گرمز سفلی، روستایی از توابع بخش مرکزی شهرستان بهبهان در استان خوزستان ایران است.

## جمعیت
این روستا در دهستان حومه قرار دارد و براساس سرشماری مرکز آمار ایران در سال 1398، جمعیت آن 155 نفر (60خانوار) بوده‌است.